# A New Day (пісня)
«A New Day» — пісня британського пост-панк-гурту Killing Joke, була випущена, як окремий сингл гурту, і не входить в жодний альбом гурту. Опублікована була у липні 1984 року, і вийшла під лейблом E.G. Records.

## Позиція в чартах
| Рік  | Чарт             | Позиція |
| ---- | ---------------- | ------- |
| 1984 | UK Singles Chart | 56      |